# Inflator (Band)

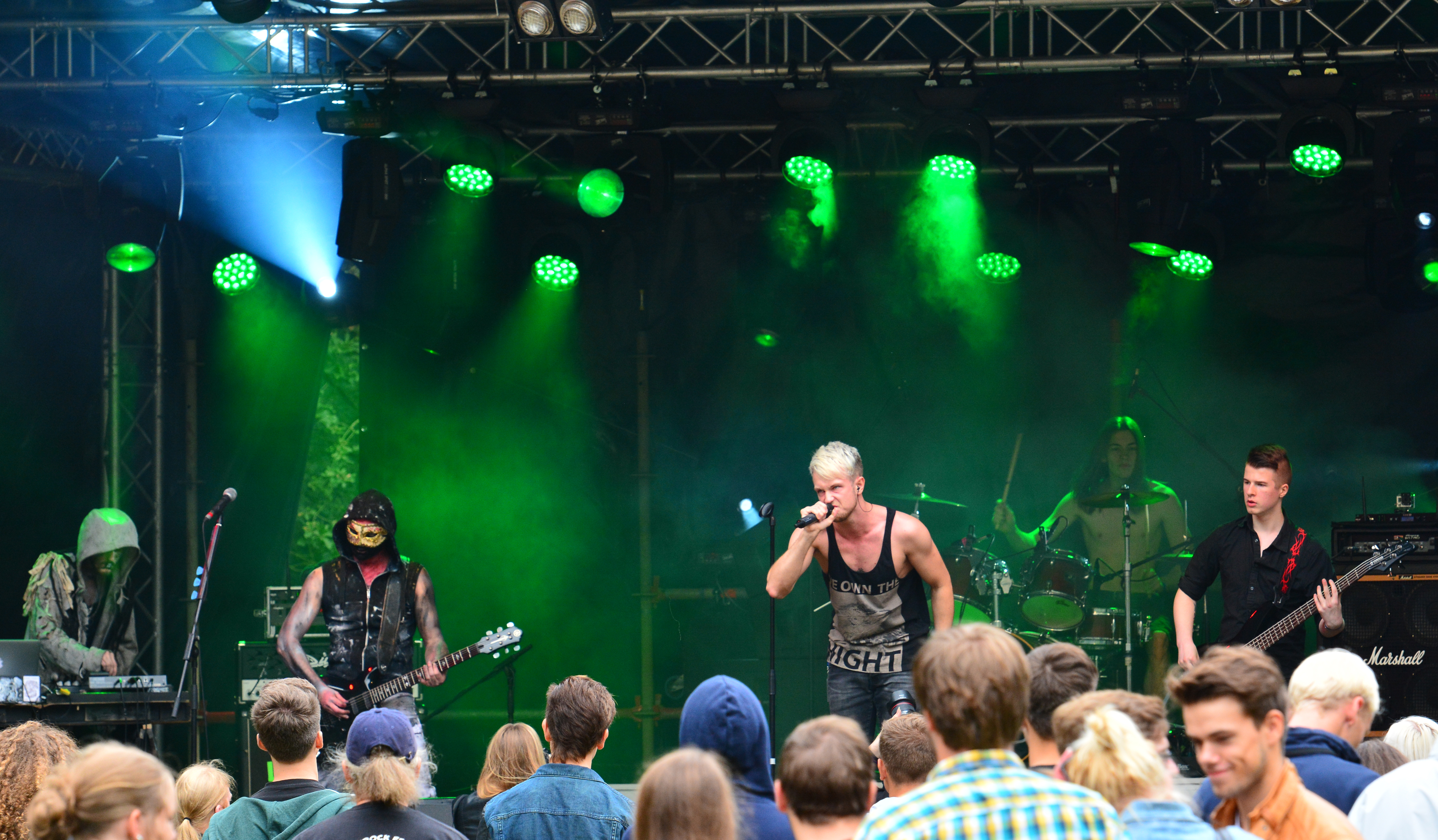
Inflator beim Rock 'N' Rose Festival 2014

InFlator ist eine Alternative-Metal-Band aus Hamburg, die 2009 von Chris William J. (als Christopher William Janik) und Jonas Gabriel Günther gegründet wurde.

## Geschichte

### Anfang (2008–2014)
Im Alter von 16 Jahren verließ der britische Gitarrist Chris William J. 2008 seinen Heimatort und zog nach Hamburg. Dort lernte er den Schlagzeuger Jonas Gabriel Günther kennen, mit dem er eine Band gründete. 2009 begann die Suche nach einem Bassisten und einem Sänger, woraufhin ein Jahr später im Dezember 2010 Adrian Koenig beitrat. Bisher noch ohne Namen, beschlossen die Bandmitglieder, sich zukünftig „InFlator“ (angelehnt an die Tauchausrüstung) zu nennen.
Zwischen 2011 und 2012 entwickelte sich das Musikgenre der Band von Progressive Metal mehr in die Richtung Alternative Metal. André Angelo (als André Angelo Augustin), der oft von Jonas Gabriel Günther zu den Proben der Band eingeladen wurde, begann mit seinem Laptop Sounds und Beats mit in die Musik der Band einfließen zu lassen, sodass er fester Bestandteil von InFlator wurde. Im Mai 2012 stieß Andi Si. (als Andreas Siljuk) als Sänger dazu.

### Umbrüche (2014–2015)
Ende Juli 2014 verließ Sänger Andi Si. aus persönlichen Gründen die Band, sodass die Fertigstellung des geplanten Debütalbums unterbrochen wurde. Die übrigen Bandmitglieder suchten anschließend per Video auf verschiedenen Social-Media-Kanälen einen neuen Sänger und stießen auf Niklas Nuß, der ab April 2015 fest den Gesang übernahm.
InFlator spielte 2014 und 2015 einige Konzerte und Festivals in Hamburg und Norddeutschland.

### Debütalbum (2015–2016)
Im Herbst 2015 unterschrieb Inflator beim Musiklabel Timezone und ging erneut ins Studio, um die Album-Produktion zu beenden. Das Album The Conditioning erschien am 1. April 2016 bei Timezone und umfasst zehn Titel.

### UK und Deutschland-Tour (2017)
Nach gehäuftem positiven Feedback und einigen Magazin-Reviews aus England plante die Band Anfang 2017 einen Abstecher in das Vereinigte Königreich zu machen und spielte dort anschließend im Mai ihre erste UK-Tour.
Zeitgleich war das Mitwirken bei der Deutschland-Tour von der Band Erdling im Gespräch, welche InFlator dann Ende 2017 durch Deutschland führte. Ebenfalls mit dabei war die Folk-Rock-Band Manntra aus Kroatien.
Im Sommer 2017 spielte InFlator einige Festivals und Konzerte in Norddeutschland.

### Veränderungen (2017–2018)
Im selben Jahr entschied sich Sänger Niklas Nuß dazu, die Band aus persönlichen Gründen zum Anfang des Jahres 2018 zu verlassen. Der Auftritt im Januar 2018 im Indra (Große Freiheit) wurde zum letzten, den die bekannte Konstellation aus dem Album The Conditioning zusammen spielte.
Nach dem Ausscheiden von Ex-Sänger Niklas Nuß spielte InFlator im Anschluss einige Auftritte und Festivals mit einem Gastsänger.
Anfang Mai 2018 gab Gründungsmitglied Jonas Gabriel Günther bekannt, die Band aus persönlichen Gründen zu verlassen, spielte jedoch die bis zum Sommer geplanten Auftritte der Band mit.
Nach Aufruf über diverse Social-Media-Plattformen meldete sich im Dezember 2018 Sänger Xung Pascal van Nguyen, den InFlator anschließend nach einigen gemeinsamen Proben als festen Sänger übernahm.

### Reboot (2019)
Nach vielen Stunden der gemeinsamen Arbeit festigte sich innerhalb der Band der Gedanke des Releases der neu entstandenen Single, die den Namen Alive erhielt.
Für die Single entschied sich das Quartett, mit Aljoscha Sieg von Pitchback Studios zusammenzuarbeiten, welcher durch seine herausragenden Produktionen der deutschen Trancecore-/Metalcore-Band Electric Callboy die Aufmerksamkeit der Band auf sich zog.
Am 1. Mai 2019 erschien die Single als Musikvideo sowie auf allen weiteren Musikportalen wie Spotify, ITunes, Deezer etc.
Im Juni folgte der erste gemeinsame Auftritt der neuen Konstellation beim Rock am Ring, welcher in Kooperation mit dem Radiosender BigFM und Lidl-Deutschland stattfand. Am selbigen Tag spielten bekannte Größen wie Slipknot, Tenacious D, Amon Amarth, Godsmack, Kontra K und Alligatoah. Im Anschluss an den Auftritt beim Rock am Ring spielte InFlator am 20. Juli auf dem bekannten Traffic Jam Open Air, welches im Jahr 2019 ihr 20. Jubiläum feierte. Hier teilte sich die Band die Bühne unter anderem mit Emil Bulls, Deez Nuts, Ektomorf, H2O und The Butcher Sisters.

### Ereignisse (2020)
Zu Beginn der COVID-19-Pandemie in Europa unterstützte InFlator die Livemusik-Branche mit diversen Livestream-Auftritten bei befreundeten Magazinen und konnte so einige Erlöse für die Branche erspielen.
Ebenfalls während dieser Zeit entschieden sich Band und Sänger Xung Pascal van Nguyen, ab Juni 2020 aufgrund von musikalischen Differenzen getrennte Wege zu gehen. Durch die konstant ungewisse Situation und den weiteren Lockdowns, die in Deutschland das Jahr über eintraten, war es der Band, trotz großer Unterstützung, deutlich erschwert Ersatz für die Stelle des Frontmanns zu finden. Aufgrund dessen wurden die Bemühungen um die Neubesetzung erst für das Jahr 2021 angesetzt.

### Neues Aufleben (ab 2022)
Nach einem weiteren Jahr der Suche traten, zum Ende der Pandemie, 2022 gleich zwei Mitglieder neu in die Band ein. Timo Selent, ein langjähriger Freund des Bassisten Adrian Koenig und Alp Ohri, welcher ein Freund von Timo war, der diesen der Band als neuen Sänger vorschlug. Ersterer half der Band schon 2019 bei ihrem Auftritt bei Rock am Ring am Schlagzeug aus. Nachdem Alp die Band bei einem Testauftritt überzeugt hatte, entschieden sich InFlator den gebürtigen Türken aus Istanbul fest in die Band zu nehmen. Nach weiteren Auftritten und der Aufnahme mehrerer Songs brachte InFlator am 30. August 2024 die erste Single Gimme All You Got samt Musikvideo in der neuen Konstellation auf den Markt.
Während der Produktion des Musikvideos zu Gimme All You Got äußerte DJ André Angelo den Wunsch, die Band verlassen zu wollen, um zukünftig persönlichen Zielen nachgehen zu können. Die Band und André Angelo trennten sich im Anschluss des Releases im Einvernehmen und gingen ab September 2024 getrennte Wege.
Im Februar 2025 veröffentlichte das Quartett die Single Holding On. Vier Monate später folgte im Juli die Single HATE ME, welche weltweit samt Musikvideo erschien.

## Diskografie
- 2016: The Conditioning (Album, Timezone Records)
- 2019: Alive (Single, Eigenproduktion)
- 2024: Gimme All You Got (Single, Eigenproduktion)
- 2025: Holding On (Single, Eigenproduktion)
- 2025: HATE ME (Single, Eigenproduktion)